# Plato's Run
 (juillet 2024).
La mise en forme du texte ne suit pas les recommandations de Wikipédia : il faut le « wikifier ».
Les points d'amélioration suivants sont les cas les plus fréquents :
- Les titres sont pré-formatés par le logiciel. Ils ne sont ni en capitales, ni en gras.
- Le texte ne doit pas être écrit en capitales (les noms de famille non plus), ni en gras, ni en italique, ni en « petit »…
- Le gras n'est utilisé que pour surligner le titre de l'article dans l'introduction, une seule fois.
- L'italique est rarement utilisé : mots en langue étrangère, titres d'œuvres, noms de bateaux, etc.
- Les citations ne sont pas en italique mais en corps de texte normal. Elles sont entourées par des guillemets français : « et ».
- Les listes à puces sont à éviter, des paragraphes rédigés étant largement préférés. Les tableaux sont à réserver à la présentation de données structurées (résultats, etc.).
- Les appels de note de bas de page (petits chiffres en exposant, introduits par l'outil «  Source ») sont à placer entre la fin de phrase et le point final[comme ça].
- Les liens internes (vers d'autres articles de Wikipédia) sont à choisir avec parcimonie. Créez des liens vers des articles approfondissant le sujet. Les termes génériques sans rapport avec le sujet sont à éviter, ainsi que les répétitions de liens vers un même terme.
- Les liens externes sont à placer uniquement dans une section « Liens externes », à la fin de l'article. Ces liens sont à choisir avec parcimonie suivant les règles définies. Si un lien sert de source à l'article, son insertion dans le texte est à faire par les notes de bas de page.
- La présentation des références doit suivre les conventions bibliographiques. Il est recommandé d'utiliser les modèles {{Ouvrage}}, {{Chapitre}}, {{Article}}, {{Lien web}} et/ou {{Bibliographie}}. Le mode d'édition visuel peut mettre en forme automatiquement les références.
- Insérer une infobox (cadre d'informations à droite) n'est pas obligatoire pour parachever la mise en page.

Pour une aide détaillée, merci de consulter Aide:Wikification.
Si vous pensez que ces points ont été résolus, vous pouvez retirer ce bandeau et améliorer la mise en forme d'un autre article.

Plato's Run est un film américain, réalisé par James Becket et sorti, en 1997.

## Synopsis
Ancien officier de marine et agent de la CIA, complètement fauché, Plato Smith accepte d'aller à Cuba, libérer Félix, un opposant à Fidel Castro. Sa mission terminée, Plato découvre que l'ex-prisonnier est en réalité le fils de l'un des chefs de la Mafia cubaine. Soupçonné d'un meurtre commis par Félix, recherché par le FBI et les services secrets cubains, condamné à mort par la Mafia, Plato se lance dans une course désespérée pour prouver son innocence, échapper à ses poursuivants et mettre à jour le complot dont il a été victime...

## Fiche technique
- Titre français: Traque sans merci
- Titre original : Plato's Run
- Réalisation : James Becket
- Scénario : James Becket
- Montage : Richard Clabaugh
- Musique : Robert O.Ragland
- Production : Danny Dimbort, Avi Lerner, John Rossetti, Trevor Short
- Pays d'origine : États-Unis
- Format : Couleurs - 35 mm - 1,85:1 - Ultra Stereo
- Genre : Action
- Durée : 96 minutes
- Date de sortie : 14 Juillet 1998 (Etats-Unis)

## Distribution
- Gary Busey : Plato Smith
- Roy Scheider : Senarkhian
- Steven Bauer : Sam
- Jeff Speakman : Dominik
- Tiani Warden : Marta
- Maggie Myatt : Kathy
- Horacio Le Don : Felix
- Doug DeLuca : Buddy
- Deborah Magdalena : Constancia
- Melanie Chartoff : Stephanie
- Salvator Levy : Gomez
- Marc Macaulay : Baker
- Julie Upton : Julie
- Mario Ernesto Sanchez : Flaco
- Chick Bernhard : Gordo

## Anecdotes
- L'acteur jouant un des agents du FBI a accidentellement glissé alors qu'il courait après le personnage de Gary Busey. Il s'est rompu la cavité anale et s'est cassé le coccyx en 2.
- Gary Busey et Roy Scheider collaboreront la même année, dans le film Les Enragés.
- L'escalade des arbres, par Gary Busey a nécessité 2 semaines d'entraînement et plus de 50 prises différentes. Il semblerait qu'il ait été mécontent de ses performances.